# دودلي ليفيت
دودلي ليفيت (بالإنجليزية: Dudley Leavitt)‏ هو محرر ومدرس أمريكي، ولد في 1772 في إيكستر في الولايات المتحدة، وتوفي في 20 سبتمبر 1851 في ميرديث في الولايات المتحدة.